# 1-й Лихачёвский переулок
1-й Лихачёвский переулок — переулок (фактически — тупик) в Северном административном округе Москвы на территории Головинского района. Проходит от Онежской улицы до внутридворовых территорий. Нумерация домов — от Онежской улицы.

## Описание
Переулок получил своё название 8 сентября 1950 года в честь бывшего Лихачёвского шоссе.
Переулок начинается от Онежской улицы (у д. 1). Общее направление — с юго-востока на северо-запад. С нечётной стороны на всём протяжении граничит с Головинским парком. Общественный транспорт по переулку не ходит, светофоров и нерегулируемых переходов нет, тротуарами не оборудован, примыканий ни слева ни справа нет.
Фактически является тупиком, но через дворовые территории можно выехать на 3-й Лихачёвский переулок.
Ближайшая станция метро «Водный стадион» находится в 2000 метров от середины переулка (по прямой); ближайшие ж/д станции «Моссельмаш» и «Лихоборы» также находятся в 2000 метров от начала переулка (по прямой).